# Barkot
Barkot är en ort i Indien.   Den ligger i distriktet Uttarkāshi och delstaten Uttarakhand, i den norra delen av landet, 260 km norr om huvudstaden New Delhi. Barkot ligger 1 291 meter över havet och antalet invånare är 7 725.
Terrängen runt Barkot är varierad. Barkot ligger nere i en dal. Runt Barkot är det ganska tätbefolkat, med 129 invånare per kvadratkilometer. I omgivningarna runt Barkot växer i huvudsak blandskog.